# SingStar Die Toten Hosen
SingStar Die Toten Hosen es la segunda versión exclusiva para Alemania y resto de países colindantes de lengua alemana y primera que se dedica toda su lista de canciones enteramente a una banda, concretamente a la banda de punk alemán Die Toten Hosen. Se trata de una colección de 24 temas de la banda, entre los que se incluyen directos (Unplugged) o los propios singles lanzados.
Esta versión fue distribuida en Alemania, Suiza (alemana), Austria y el Luxemburgo alemán.

## SingStar Die Toten HosenTrack List
| SingStar Die Toten Hosen |                                         |
| Die Toten Hosen          | "Eisgekühlter Bommerlunder"             |
| Die Toten Hosen          | "Hier kommt Alex"                       |
| Die Toten Hosen          | "All die ganzen Jahre"                  |
| Die Toten Hosen          | "Wünsch DIR was"                        |
| Die Toten Hosen          | "Paradies"                              |
| Die Toten Hosen          | "Bonnie & Clyde"                        |
| Die Toten Hosen          | "Zehn kleine Jägermeister"              |
| Die Toten Hosen          | "Pushed Again"                          |
| Die Toten Hosen          | "Auld Lang Syne"                        |
| Die Toten Hosen          | "Schön sein"                            |
| Die Toten Hosen          | "Bayern"                                |
| Die Toten Hosen          | "Was zählt"                             |
| Die Toten Hosen          | "Kein Alkohol (ist auch keine Lösung!)" |
| Die Toten Hosen          | "Nur zu Besuch "                        |
| Die Toten Hosen          | "Friss oder stirb"                      |
| Die Toten Hosen          | "Ich bin die Sehnsucht in Dir"          |
| Die Toten Hosen          | "Walkampf"                              |
| Die Toten Hosen          | "Alles wird vorübergehen"               |
| Die Toten Hosen          | "Freunde"                               |
| Die Toten Hosen          | "Still, Still, Still "                  |
| Die Toten Hosen          | "Steh auf, wenn du am Boden bist "      |
| Die Toten Hosen          | "Hier kommt Alex" (Unplugged Version)   |
| Die Toten Hosen          | "Alles aus Liebe"                       |
| Die Toten Hosen          | "1000 gute Gründe "                     |